# Centre for Military, Security and Strategic Studies
Das Centre for Military, Security and Strategic Studies (CMSS), deutsch „Zentrum für Militär-, Sicherheits- und Strategiestudien“, zuvor Centre for Military and Strategic Studies, ist eine kanadische Denkfabrik mit Sitz in Calgary.

## Zweck
Das 1999 gegründete CMSS ist eine Forschungseinrichtung der Universität Calgary. Es befasst sich hauptsächlich mit sicherheitspolitischen, militärstrategischen und nachrichtendienstlichen Studien. Dabei bringt es verschiedene universitäre Forschungsgebiete zusammen, darunter Anthropologie, Geschichte, Informatik, Politikwissenschaft, Religionswissenschaft und Wirtschaftswissenschaften. 
Das CMSS gilt als eines der führenden Exzellenzzentren für Verteidigungs- und Sicherheitsfragen in Nordamerika. Es fördert und unterstützt Wissenschaftler, die zu diesen Themen arbeiten und wirkt so auch auf politische Entscheidungsträger in Kanada und der Welt.